# 日産・QGエンジン
日産・QGエンジンは、従来のGA型、SR18DEエンジンに替わり、1998年から2008年まで日産自動車が生産していた直列4気筒DOHCガソリンエンジン。インジェクション仕様リーンバーン仕様と直噴仕様とCNG仕様があった。大半の車種はHRエンジン、MRエンジン、CRエンジンに移行した。

## バリエーション

### QG13系 1,295cc

#### QG13DE
- 1,295cc　インジェクション

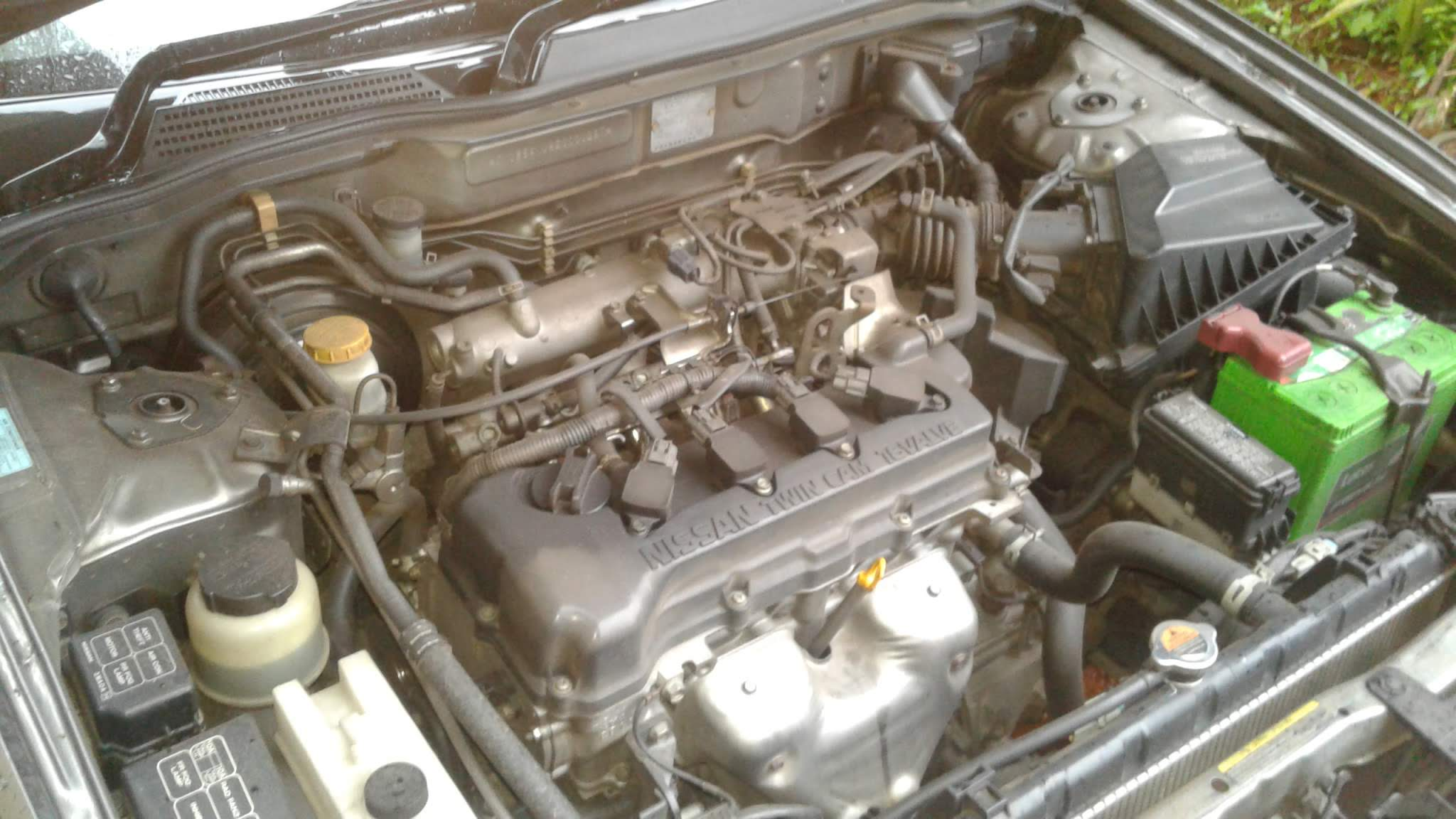
QG13DE

- スペック：（1）87PS（64kW）/6,000rpm　11.5kg・m（113N・m）/4,400rpm
- （2）90PS（66kW）/6,000rpm　12.2kg・m（120N・m）/4,400rpm
- 無鉛レギュラーガソリン

### QG15系 1,497cc

#### QG15DE
- 1,497cc　インジェクション
- スペック：（1-1）105PS（77kW）/6,000rpm　13.8kg・m（135N・m）/4,400rpm
- （1-2）100PS（74kW）/6,000rpm　13.5kg・m（132N・m）/4,400rpm
- （2-1）109PS（80kW）/6,000rpm　14.6kg・m（143N・m）/4,000rpm
- （2-2）106PS（78kW）/6,000rpm　14.5kg・m（142N・m）/4,000rpm

### QG18系 1,769cc

#### QG18DE
- 1,769cc　インジェクション

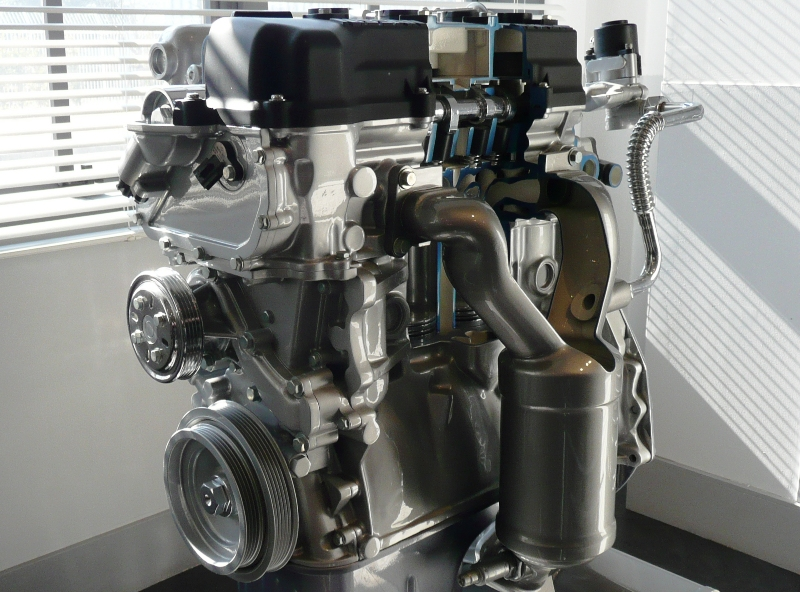
QG18DE

- スペック：（1-1）125PS（92kW）/5,600rpm　16.4kg・m（161N・m）/4,400rpm
- （1-2）120PS（88kW）/5,600rpm　16.4kg・m（161N・m）/4,400rpm
- （1-3）120PS（88kW）/5,600rpm　16.1kg・m（158N・m）/4,400rpm
- （1-4）120PS（88kW）/5,600rpm　16.6kg・m（163N・m）/4,400rpm
- （1-5）115PS（85kW）/5,600rpm　16.6kg・m（163N・m）/4,400rpm
- （2-1）122PS（90kW）/5,600rpm　16.8kg・m（165N・m）/4,400rpm
- （2-2）125PS（92kW）/5,600rpm　16.8kg・m（165N・m）/4,400rpm
- （2-3）125PS（92kW）/5,600rpm　16.6kg・m（163N・m）/4,400rpm
- （2-4）117PS（86kW）/5,600rpm　16.6kg・m（163N・m）/4,400rpm
- 無鉛レギュラーガソリン

#### QG18DEN
- 1,769cc　インジェクション・圧縮天然ガス（CNG）
- スペック：105PS（77kW）/5,600rpm　15.2kg・m（149N・m）/2,800rpm
- 圧縮天然ガス

#### QG18DD
- 1,769cc　NEO Di
- スペック：130PS（96kW）/6,000rpm　17.7kg・m（174N・m）/2,800rpm
- 無鉛プレミアムガソリン

## 搭載された車種
QG13
- QG13DE（1）
  - サニー（B15）1998年10月～2002年5月
  - AD（Y11）1999年6月～2002年8月
- QG13DE（2）
  - サニー（B15）2002年5月～04年9月
  - AD（Y11）2002年8月～06年12月

QG15
- QG15DE（1-1）
  - サニー（B15）1998年10月～2002年5月
  - ウイングロード（Y11）1999年6月～2002年11月
  - ブルーバードシルフィ（G10）2000年8月～03年2月
- QG15DE（1-2）
  - AD（Y11）1999年6月～2002年8月
- QG15DE（2-1）
  - サニー（B15）2002年5月～04年10月
  - ブルーバードシルフィ（G10）2003年2月～05年12月
- QG15DE（2-2）
  - AD（Y11）2002年8月～08年12月
  - ウイングロード（Y11）2002年11月～05年11月
- QG15DE(詳細不明)
  - ルノーサムスン・SM3(N17)

QG16
- QG16DE(詳細不明)
  - ルノーサムスン・SM3(N17)
  - プリメーラ（P11）2000年 - 2002年[2]
  - プリメーラ（P12）2002年 - 2008年[2]

QG18
- QG18DE（1-1）
  - アベニール（W11）1998年8月～2002年8月
  - プリメーラ（P11）1998年9月～2000年12月
  - ブルーバード（U14）1998年9月～2001年9月
  - エキスパート（W11）1999年6月～2002年8月
- QG18DE（1-2）
  - ティーノ（V10）1998年12月～2002年10月
- QG18DE（1-3）
  - AD（Y11）1999年6月～2002年8月
- QG18DE（1-4）
  - ブルーバードシルフィ（G10）2000年8月～05年12月<FF車>
- QG18DE（1-5）
  - ブルーバードシルフィ（G10）2000年8月～03年2月<4WD車>
- QG18DE（2-1）
  - AD（Y10）2002年8月～08年12月
  - ティーノ（V10）2002年10月～03年3月
  - ウイングロード（Y11）2002年11月～05年11月
- QG18DE（2-2）
  - プリメーラ（P12）2002年2月～05年9月
  - エキスパート（W11）2002年8月～06年12月
- QG18DE（2-3）
  - アベニール（W11）2002年8月～05年9月
- QG18DE（2-4）
  - ブルーバードシルフィ（G10）2003年2月～05年12月
- QG18DEN
  - AD（Y11）1999年6月～2008年12月
- QG18DD
  - プリメーラ（P11）1998年9月～00年12月
  - ブルーバード（U14）1998年9月～01年9月
  - サニー（B15）1998年10月～2002年5月